# Jadachy
Jadachy is een plaats in het Poolse district  Tarnobrzeski, woiwodschap Subkarpaten. De plaats maakt deel uit van de gemeente Nowa Dęba en telt 1600 inwoners.